# Моралес, Сантьяго (футболист)
Сантьяго Моралес (англ. Santiago Morales; род. 9 февраля 2007, Санта-Крус-де-Тенерифе) — американский футболист, полузащитник «Интер Майами».

## Биография

### Клубная карьера
Родился 9 февраля 2007 года в Санта-Крус-де-Тенерифе, Испания, где в то время выступал его отец, аргентинский футболист Хавьер Моралес. В августе того же года Хавьер подписал контракт с американским клубом «Реал Солт-Лейк» и перевёз семью в Штаты.
Заниматься футболом Сантьяго начал в академии клуба «Даллас», откуда в 2019 году перешёл в «Интер Майами». На профессиональном уровне дебютировал в 2023 году, выступая в MLS Next Pro за фарм-клуб «Интер Майами II». В основном составе «Майами» дебютировал 3 марта 2025 года в матче 2-го тура MLS 2025 против «Хьюстон Динамо» (4:1), заменив на 82-й минуте Серхио Бускетса. 14 марта сыграл в ответном матче 1/8 финала Кубка чемпионов 2025 с ямайским клубом «Кавалер» (2:0), в котором вышел на замену на 75-й минуте и отметился голевой передачей на Лионеля Месси в компенсированное время.

### Карьера в сборной
В 2023 году был включён в заявку сборной США до 17 лет на юношеский чемпионат мира в Индонезии. На турнире сыграл в одном матче группового этапа со сборной Буркина-Фасо и матче 1/8 финала против Германии, который завершился поражением США со счётом 2:3.